# Hilldale
Hilldale est un studio de production audiovisuel français créé en 2007 par Tony Botella, Romain Combes, Wilfried Méance, Stephen Méance et Martine Bobet.
L'activité principale du studio étant la production de courts-métrages pour la télévision et dans un second temps la réalisation de programmes corporates.
Hilldale (nom commercial "H") est une société anonyme à responsabilité limitée inscrite au registre du commerce et des sociétés de Bobigny ;
son siège social se situe à Noisy-le-Sec

## Histoire
Hilldale est née autour d'un projet de long métrage En suspens écrit par Romain Combes et réalisé par Wilfried Méance (2007). Ils s'associent donc à Tony Botella, Stephen Méance et Martine Bobet pour monter une structure capable de développer ce projet de façon indépendante.
Le nom Hilldale est un clin d'œil tiré de la trilogie Retour vers le futur qui est le nom du quartier fictif où réside la famille de Marty McFly.
Le film  a été présenté au Marché du Film de Cannes et à deux festivals : Zéro Film Festival de Los Angeles et au festival du film la Normandie et le Monde. Cependant, l'expérience de ce film permet de réorienter la ligne éditoriale du catalogue de production d'Hilldale en passant du thriller dramatique à la comédie, et du long format au court métrage. Romain Combes quitte alors la société en 2009.
Les courts métrages réalisés en grande majorité par Wilfried Méance reçoivent de nombreux prix en festival et leur bon accueil a permis de nombreux achats par les diffuseurs comme Canal+ , TV5 ou Orange.
La société développe ensuite une partie de son activité vers des films corporates, publicités et spot pour différents groupes sous la direction de Stephen Méance ainsi que vers la coproduction de films indépendants.
En 2013, à la faveur d'une master class au Petit Palais avec Hideo Kojima pour la sortie du jeu événement Metal Gear Rising: Revengeance un court métrage (fanfilm) est présenté au public et à la presse reprenant l'univers du jeu vidéo. Ce court film met en avant des cosplayers et des présentateurs d'émissions Tv dans la peau des protagonistes.

## Direction
- Wilfried Méance, gérant associé.
- Stephen Méance, trésorier associé.
- Tony Botella, community manager associé.
- Martine Bobet, associée.

## Filmographie
2008
- En suspens, de Wilfried Méance.

2009
- À la dernière minute, de Romain Combes et Tony Botella.
- Ghost of Marx, de Jérémie Sein.
- Le grand moment de solitude, de Wilfried Méance.

2010
- Le problème c'est que, de Wilfried Méance.

2011
- Deal, de Wilfried Méance.

2012
- Brown, de Nicolas Rybarczyk.
- Favelado, de Alexis Pazoumian.
- À samedi, de Stephen Méance.
- Après toi, de Wilfried Méance.

2013
- Balle au centre, de Pierre Delorme.
- Metal Gear Rising: Revengeance, de Stephen Méance, Fouad Farreh et Damien Minet.
- Suzanne, de Wilfried Méance.
- Sœur d'arme, d'Olivier Lavielle.

## Récompenses et nominations
2009 : Ghost of Marx, Festival européen du film court de Brest, nomination.
2010 : Le grand moment de solitude :
- Festival international des jeunes réalisateurs de Saint-Jean-de-Luz, prix du jury et prix du public.
- Festival du court métrage d'humour de Meudon, prix du public.
- Festival international du film de comédie de l'Alpe d'Huez, sélection officielle.
- Festival international du film de Palm Springs, sélection officielle.

2011: Le problème c'est que:
- Festival international de Rhode Island, sélection compétition internationale.
- Festival international du court-métrage de Palm Springs, sélection compétition internationale.

2012: 
- Le problème c'est que:
  - Festival de Chicoutimi - Regard sur le court-métrage au Saguenay, sélection programmes spéciaux.

- Après toi :
  - Festival Off-Courts de Trouville.

- Deal:
  - Festival City of Lights, City of Angels (Col-Coa) - Los Angeles, sélection compétition.

2013: 
- Suzanne :
  - Festival du court métrage d'humour de Meudon, nomination.
  - Festival des films du monde de Montréal, nomination.
  - Festival de courts métrages de Manlleu, nomination.
  - Champs-Élysées Film Festival, nomination.

- Balle au centre, Festival "7e Art du Lys", 3e Prix du Jury.

- Après toi, Festival international du film de comédie de l'Alpe d'Huez, nomination.